# Bibio aquilus
Bibio aquilus är en tvåvingeart som beskrevs av Hardy 1967. Bibio aquilus ingår i släktet Bibio och familjen hårmyggor.
Artens utbredningsområde är Nepal. Inga underarter finns listade i Catalogue of Life.